# Алексеенко, Михаил Ильич
Михаил Ильич Алексеенко (4 января 1948, Москва, СССР — 16 июня 2020) — советский хоккеист, выступавший на позиции защитника. Воспитанник армейского хоккея на протяжении восьми сезонов защищал цвета динамовцев. За этот период он неоднократно завоёвывал медали чемпионатов СССР, а в 1972 году стал обладателем Кубка СССР. На 73-м году жизни скончался 

## Биография
Родился 4 января 1948 года в Москве. Игровую карьеру начал в 1960 в ДЮСШ ЦСКА, выступал до 1967 года. С 1967 по 1976 играл в Динамо (Москва), с осени 1976 года в воскресенском «„Химике“». 
Всего провёл 264 матча, в которых забросил 39 шайб.
- 1968 — Третий призёр чемпионата СССР;
- 1969 — Третий призёр чемпионата СССР;
- 1972 — Второй призёр чемпионата СССР;
- 1972 — Обладатель Кубка СССР;
- 1974 — Третий призёр чемпионата СССР;
- 1974 — Второй призёр Кубка Ахерна;
- 1975 — Обладатель Кубка Ахерна;
- 1976 — Обладатель Кубка Ахерна.

Мастер спорта международного класса. Член клуба Вячеслава Фетисова (52 шайбы). Выступал за вторую сборную СССР.